# 干沙路·馬天尼斯
干沙路·馬天尼斯（西班牙語：Gonzalo Martínez，1975年11月30日—）一般称作馬天尼斯，生于考卡山谷省，哥倫比亞职业足球运动员，现效力于美國職業足球大聯盟球会華盛頓聯隊，他曾代表哥倫比亞上陣36次射入1球。